# Thần tượng âm nhạc: Vietnam Idol (mùa 2)
Thần tượng âm nhạc: Vietnam Idol - Mùa 2 là một mùa thi mới của chương trình truyền hình Vietnam Idol, do công ty Đông Tây, tổ hợp truyền thông đa phương tiện Đất Việt (VAC) và Đài Truyền hình Thành phố Hồ Chí Minh (HTV) phối hợp sản xuất dựa trên bản quyền của Fremantle Bắc Mỹ. Bắt đầu vào đầu tháng 9 năm 2008, ban đầu chương trình dự kiến mỗi phát một tập phim 45 phút vào thứ tư, nhưng sau đó nâng lên phát hai số mỗi tuần vào các tối thứ tư và thứ sáu trên kênh HTV7.
Nam thí sinh Trần Quốc Thiên, 20 tuổi đến từ huyện Thống Nhất, tỉnh Đồng Nai đã chiến thắng chung cuộc ở mùa thi này, giành được giải thưởng trị giá 10.000 đô la Mỹ cùng cơ hội ký kết một hợp đồng âm nhạc với Music Faces.

## Khác biệt
Do Ủy ban nhân dân Thành phố Hồ Chí Minh (đơn vị chủ quản HTV) không chấp nhận cho HTV thực hiện trò chơi truyền hình mới về âm nhạc với lý do đã có quá nhiều chương trình và trò chơi âm nhạc tại thời điểm đó, nên mùa thi thứ hai không thể thực hiện như dự định. Nhưng sau đó không lâu, HTV đã nhận được công văn chấp thuận từ ủy ban nhân dân thành phố.
Về thành phần ban giám khảo, có một thay đổi rất lớn. Hai giám khảo kì cựu trong mùa thi đầu tiên là nhạc sĩ Hà Dũng và Tuấn Khanh không tái ngộ với khán giả truyền hình. Thay vào đó, hai giám khảo mới là nhạc sĩ trẻ Hồ Hoài Anh và nghệ sĩ saxophone Trần Mạnh Tuấn sẽ đảm nhiệm vai trò này.

## Thử giọng
Vòng thử giọng diễn ra ở bốn thành phố lớn là:
| Cần Thơ        | 23 - 24 tháng 7, 2008 | Trung tâm Truyền hình Việt Nam tại Cần Thơ      |
| Hà Nội         | 29 - 31 tháng 7, 2008 | Trung tâm hội nghị quốc tế                      |
| Đà Nẵng        | 05 - 08 tháng 8, 2008 | Khách sạn Đà Nẵng                               |
| Tp.Hồ Chí Minh | 14 - 16 tháng 8, 2008 | Trung tâm văn hoá - Thể dục - Thể thao Tân Bình |

Từ 15.000 thí sinh tham gia thử giọng, chỉ có 94 người được chọn vào vòng nhà hát và 20 thí sinh vào vòng bán kết, 10 thí sinh vào vòng chung kết để chọn ra Thần tượng duy nhất của mùa thi, đại diện cho Việt Nam tham gia Asian Idol (Mùa thứ hai) dự định tổ chức vào 2009.

## Nội dung vòng chung kết

### Gặp gỡ 10 gương mặt mới
Lên sóng: 05 tháng 11 năm 2008
Đây là số đầu tiên của vòng chung kết, tóm lược giới thiệu về mười thí sinh xuất sắc nhất mùa thi này, trước khi họ chính thức bước vào chặng đường khó khăn phía trước.

### Tuần 1: Bài hát thể hiện mình
Lên sóng: 12 tháng 11 & 14 tháng 11
Theo ý kiến của hội đồng giám khảo, Thu Hà và Lê Tuấn là hai thí sinh có phần thể hiện kém trong tuần thi đầu và hai bạn khó có cơ hội đi xa. Lê Tuấn đã bộc lộ được những cố gắng so với những tuần thi trước với một ca khúc hay mở màn, nhưng giám khảo Trần Mạnh Tuấn và Hồ Hoài Anh cho rằng nó không thể giúp anh trụ lâu trên sân khấu, 'giọng bạn tốt nhưng tại sao lại bó chân, bó tay như thế'; cùng với Lê Tuấn, Thu Hà nhận được lời phê bình từ giám khảo Siu Black: cô không chọn đúng bài và phần thể hiện chưa tốt, bài hát quá suôn sẻ, thiếu cá tính, thiếu sự linh hoạt nên nó cần nhiều nét mãnh liệt hơn nữa.
Phi Trường bị nhận xét là quá gồng mình trong khi thể hiện, cùng với việc nghiến nhiều quá ở những khúc cao, 'nhìn chung toàn bài chưa có gì đặc biệt nhưng ở bản thân lại có điểm đặc biệt thu hút các cô gái và chính tôi (giám khảo)'; Lan Trịnh kéo dài bài hát, khiến nó nghe 'lê thê'; Hoàng Anh thể hiện bài hát "Rock kẹt xe" rất mạnh mẽ, 'bạn dám nghĩ, dám làm nhưng phần thể hiện hơi thô'.
Bốn thí sinh còn lại Minh Chuyên, Quốc Thiên, Cẩm Tú, Thanh Duy được đánh giá cao với các màn trình diễn đầy cảm xúc và an toàn... Cấm Tú đã mạo hiểm chọn một bài hát mới thể hiện trên sân khấu Vietnam Idol. Thanh Duy có được lời nhận xét là biết chứng tỏ mình và lôi kéo khán giả... Minh Chuyên: 'giọng bạn không chê vào đâu được'.
Thu Hà, Hoàng Anh và Minh Chuyên rơi vào nhóm không an toàn. Do Minh Chuyên thiếu biểu cảm, Thu Hà chọn bài hát quá tầm, và Hoàng Anh thể hiện bài hát hơi thô. Kết quả, Minh Chuyên trở thành thí sinh đầu tiên chia tay với sân chơi Vietnam Idol. Việc Minh Chuyên bị loại khiến nhiều khán giả rất ngỡ ngàng, do cô có chất giọng rất tốt và vì theo giới chuyên môn chất lượng thí sinh mùa năm nay kém hơn mùa đầu tiên.
- Không an toàn: Hoàng Anh, Minh Chuyên & Thu Hà
- Người bị loại: Minh Chuyên
- Địa điểm đến thăm:

### Tuần 2: Nhạc đương đại
Lên sóng: 19 tháng 11 & 21 tháng 11
Nhận xét sau đêm diễn của hội đồng giám khảo: Các thí sinh có sự tiến bộ hơn trong phong cách trình diễn, chủ động hơn trên sân khấu cả cách chọn bài và trình diễn. Thanh Duy, Quốc Thiên, Cẩm Tú. Dự đoán của giám khảo một lần nữa lại nhầm vào Lê Tuấn và Thu Hà: Giáp Lê Tuấn phải chia tay do không chiếm được nhiều đồng cảm của khán giả hoặc Thu Hà do không có gì nổi bật.
Phi Trường đã làm khán phòng nóng lên nhưng bài hát lựa chọn chưa có nhiều chuyên môn. Lan Trinh với "Giấc mơ mang tên mình" (Văn Phong) được nhắc phải chú ý về câu kết của bài hát: 'nên kết như thế nào để người ta biết mình hát hay không?'. Với Quốc Thiên, thì chưa có đột phá, cần nhiều đổi mới và phải đứng hát trước gương...
Thanh Duy được khen là có giọng hát không chê vào đâu được cùng với trí óc thông minh. Cẩm Tú, Duyên Anh cũng nhận được nhiều lời khen bên cạnh khuyết điểm là quá gò bó và chọn chưa đúng bài hát.
Trái lại với nhận định sau đêm diễn bên trên, Thu Hà và Lê Tuấn không rơi vào nhóm không an toàn, thay vào đó là hai thí sinh được đánh giá cao từ những vòng đầu. Hoàng Anh có một hát tốt nhưng phải biết truyền cảm sâu sắc hơn nữa, bất chấp nhịp độ bài hát. Nhóm không an toàn gồm: Lan Trinh, Quốc Thiên và Hoàng Anh. Hoàng Anh phải chia tay cuộc thi do không nhận được đồng tình từ khán giả và giám khảo.
- Không an toàn: Hoàng Anh, Quốc Thiên & Lan Trinh
- Người bị loại: Hoàng Anh
- Khách mời đặc biệt:

### Tuần 3: Tình khúc vượt thời gian
Lên sóng: 26 tháng 11 & 28 tháng 11
Thu Hà và Quốc Thiên được đánh giá là hai thí sinh xuất sắc nhất trong tuần. Thu Hà được hội đồng giám khảo đánh giá rất cao vì phần thay đổi hoàn toàn: Phong cách biểu diễn cùng bộ trang phục rất tươi trẻ. Cô đã hát bài "Ô mê ly" với chất giọng Opera, trong cả bài hát không lần nào chuyển giọng khiến hội đồng giám khảo đánh giá rất cao và cho rằng rất ít người hát Opera mà không chuyển giọng.
Trong tuần, thí sinh Lan Trinh biểu diễn bài "Lạnh lùng" của Đinh Văn Lang & Vạn Thuyết Linh. Sau phần trình bày, diễn ra một cuộc tranh cãi quyết liệt, giám khảo Trần Mạnh Tuấn tán thưởng vì Lan Trinh đã "thổi một luồng gió mới" vào tác phẩm thân thuộc này. Siu Black phản ứng mãnh liệt với phần biểu diễn trên và cho là Lan Trinh chưa đủ tuổi để thể hiện bài hát trữ tình này và "vẫn lạnh lùng hời hợt" hay là "đau đớn hời hợt (anh đi đường anh, em đau đường em)"...
Quốc Thiên đã tăng nhịp điệu, biến đổi ca khúc "Dư âm" theo chiều hướng tích cực. Giám khảo rất hài lòng và đánh giá Quốc Thiên là một trong hai thí sinh xuất sắc nhất đêm diễn, "bạn đã đứng hát trước gương, có sửa đổi làm tôi biết bạn có hát trước gương". Nhưng do không thu hút được phần bình chọn của khán giả, Thiên đã bị đẩy vào nhóm không an toàn.
Duyên Anh và Thanh Duy làm cho hội đồng giám khảo thất vọng tuần này. Duyên Anh không thể hiện được rõ bài hát. Theo hội đồng giám khảo thì Thanh Duy ngày càng mờ nhạt trên sân khấu, không còn đủ sức lôi cuốn như những tuần đầu.
Với những khuyết điểm của nhóm thí sinh nam: Phi Trường không tiết chế được âm to nhỏ; Lê Tuấn có giọng hát cao trời cho nhưng lại hát theo kiểu trả bài; Quốc Thiên còn quá trẻ để thể hiện ca khúc bất hủ; Thanh Duy ngày càng mờ nhạt... khiến cả nhóm bị rơi vào tình trạng không an toàn và Lê Tuấn bị loại.
- Không an toàn: Thanh Duy, Quốc Thiên, Phi Trường & Lê Tuấn
- Người bị loại: Lê Tuấn
- Khách mời đặc biệt: Cs. Ánh Tuyết, Cs. Nam Khánh
- Nơi diễn tập: Phòng trà ATB

### Tuần 4: Khúc biến tấu mang âm hưởng dân gian
Lên sóng: 03 & 05 tháng 12
Mở đầu tuần thi, các thi sinh được tạo điều kiện về vùng miền Tây Nam Bộ để thăm nhập đời sống của người dân, thư giãn và tìm nguồn cảm hứng cũng như chất liệu cho bài hát mà mình thể hiện. Đề tài của tuần được cho là rất khó đối với lứa thí sinh trẻ.
Theo nhận định sau đêm diễn của hội đồng giám khảo, thí sinh Duyên Anh vẫn không thể hiện phong độ tốt tuần này, trong khi đó dù có phần thể hiện tốt nhưng bài hát mà Phi Trường chọn lại không phù hợp với chủ đề của tuần đưa. Ấn tượng của tuần dành cho phần thể hiện của 'cô Thắm' Lan Trinh và Quốc Thiên. Quốc Thiên thể hiện ca khúc Son của Đức Nghĩa, làm khán giả và hội đồng ngạc nhiên với một chàng trai hát xẩm say rượu và say cả tình, chao đảo trong không gian rộng lớn. Về phần Lan Trinh, cô đã biến bài hát đầy chất giọng Bắc quen thuộc thành một bài hát riêng của Nam bộ. Nhiều thí sinh khác cũng tạo nét riêng trong buổi biểu diễn: cô gái miền Tây nam bộ Duyên Anh hát được những nốt luyến láy Bắc bộ, Cẩm Tú thể hiện rất tốt bài hát dân gian đương đại (một thể loại mà cô chưa từng thử sức)...
Thu Hà là thí sinh có nội lực đáng sợ, tiếp tục tiến lên trong tuần nhưng phần thể hiện có nhiều khuyết điểm: gào quá nhiều khúc nhạc tương đối sâu lắng. Phi Trường thể hiện ca khúc đã chọn khá tốt nhưng lại chọn bài hát không đúng với chủ đề của tuần. Thanh Duy hát chưa rõ âm cao và cứ đều đều trong toàn bài hát... Những thiếu sót trên đã đẩy ba thí sinh vào nhóm không an toàn. Phi Trường bị loại, sau ba dự đoán của hội đồng giám khảo đều nhằm vào anh.
- Không an toàn: Thanh Duy, Thu Hà & Phi Trường
- Người bị loại: Phi Trường
- Nơi đến thăm: Tây Nam Bộ

### Tuần 5: Những ca khúc sôi động
Lên sóng: 10 tháng 12 & 12 tháng 12
Bắt đầu từ tuần năm các thí sinh vòng chung kết sẽ được cộng tác với ban nhạc sống, nhiều thử thách mới sẽ đến cùng với thuận lợi.
Thể loại được các bạn thí sinh chú trọng trình bày là rock. Nhưng dưới mắt nhìn chung của hội đồng giám khảo, chưa có thí sinh thể hiện xuất sắc trong tuần. Các bạn đều quan niệm rằng rock là một thể loại sôi động nên cứ gò mình gào thét, làm cho bài hát rất 'choảng tai' và người nghe mệt mỏi. Không ai thực sự toả sáng, thậm chí có thí sinh tự bộc lộ khuyết điểm của mình trong đêm diễn.: Thu Hà gào thét quá nhiều trong bài Đám cưới chuột khiến khán giả mệt tai; Duyên Anh thì giao lưu quá trớn trong lúc thể hiện phần hát; Lan Trinh thì hát chưa chín (mọi thứ đều 'nửa vời'); Cẩm Tú chưa đủ sức thể hiện ca khúc, theo lý giải của Siu Black thì cô không có lực hát với cân nặng cơ thể chỉ khoảng 40 kg; Thanh Duy, cũng như Quốc Thiên, giọng không hợp với rock nhưng thông minh trong chọn bài.
Duyên Anh, Thu Hà và Lan Trinh bị phê bình là có phần thể hiện kém đồng đều nhưng xét về chuyên môn thì Lan Trinh kém hơn đôi chút so với hai thí sinh nữ cùng tốp không an toàn. Và Lan Trinh đã phải chia tay cuộc chơi.
- Không an toàn: Duyên Anh, Thu Hà & Lan Trinh
- Người bị loại: Lan Trinh
- Khách mời đặc biệt: ban nhạc Điểm hẹn
- Nơi diễn tập: phòng trà Đồng Dao

### Tuần 6: Những khúc ca được yêu thích từ thập niên 90
Lên sóng: 17 tháng 12 & 19 tháng 12
Đánh giá chung của hội đồng giám khảo về tuần thi thứ 6: Chưa có thí sinh nào gây ấn tượng và thật sự nổi trội trong phần biểu diễn đêm thứ tư vì sai lầm trong việc chọn bài hát. Thu Hà khiến hội đồng giám khảo rất không hài lòng, cả hai bài hát cô chọn đều không vừa tầm với giọng hát khoẻ.
Trở ngại lớn nhất trong tuần của tất cả các hít sinh là làm thế nào tạo được dấu ấn trong những ca khúc vang bóng một thời và không làm gợi nhớ hình tượng người ca sĩ gắn bó.
Thu Hà bị loại do chọn bài sai, giọng hát có tiếng vang nhưng không hút được người nghe. Đứng trong nhóm không an toàn cùng với cô là Cẩm Tú và Thanh Duy. Cẩm Tú đã chọn lối hát nhẹ nhàng vừa phải nhưng phần nhấn nhá đã làm bài hát 'vỡ tan nát', ở những nốt cao chưa ổn định. Và Thanh Duy, thí sinh được đánh giá là 'quá lố' trong phần trình bày, làm khán giả mất tập trung vào giọng hát. Sau hai tuần liên tục đứng trong nhóm không an toàn, Thu Hà đã chấp nhận chia tay cuộc chơi, để lại nhiều kỉ niệm đẹp trong chương trình.
- Không an toàn: Thanh Duy, Thu Hà & Cẩm Tú
- Người bị loại: Thu Hà
- Khách mời đặc biệt: ban nhạc Điểm hẹn và các ca sĩ Đàm Vĩnh Hưng, Mỹ Tâm, Hồng Ngọc, Tuấn Hưng, nghệ sĩ Khắc Triệu
- Nơi diễn tập: trường Múa Thành phố Hồ Chí Minh

### Tuần 7: Những tình khúc đêm đông
Lên sóng: 24 tháng 12 & 26 tháng 12
Tuần thi gala thứ bảy diễn ra rất tốt như mong đợi trong tuần lễ Giáng sinh và Năm mới.
Qua phần nhận xét của giám khảo, đặc biệt là ca sĩ Siu Black, Cẩm Tú bị đánh giá là thí sinh thể hiện kém nhất tuần. Siu Black thú nhận cô không vừa lòng và tỏ ra bực mình với phần hát của Cẩm Tú: 'Bạn khiến tôi bực mình, bạn chưa thể hiện được lửa trong bài hát'; 'Bạn chọn bài quá sức, chưa có thời gian tập luyện nên không đẩy hết sức theo nhịp của ban nhạc'. Với những lý do trên Cẩm Tú bị rơi vào nhóm không an toàn cùng Quốc Thiên, chàng ca sĩ bị đánh giá chưa có sáng tạo mới và quá gò bó. Thanh Duy nhận được lời phê bình do hát không rõ lời, 'hát miết nhiều quá làm bài không đắt'. Kết quả: Cẩm Tú phải chia tay cuộc chơi vì thể hiện kém cả hai bài hát.
- Tốp 4: Duyên Anh, Thanh Duy, Quốc Thiên & Cẩm Tú
- Người bị loại: Cẩm Tú
- Khách mời đặc biệt: ban nhạc Điểm hẹn
- Địa điểm viếng thăm: Khoa nhi, bệnh viện Ung bướu Thành phố Hồ Chí Minh

### Tuần 8: Hát tặng người thân yêu
Lên sóng: 31 tháng 12 năm 2008 & 02 tháng 1 năm 2009
Tuần thi thứ tám kết thúc như đúng mong đợi của mọi người, những bài hát về gia đình và mùa xuân đã khiến khán giả đồng cảm.
Ở phần đầu chương trình, các thí sinh đều trình diễn tốt bài hát dự thi với đầy tâm trạng và cảm xúc mà các bạn dành cho gia đình. Duyên Anh lại mắc phải khuyết điểm nhỏ của tuần trước: giọng hát bị khàn. Nhưng phần trình diễn tiếp theo ở chủ đề mùa xuân của Duyên Anh quá thiếu lửa, khiến giám khảo Siu Black nhận xét cô chỉ đóng vai trò 'phần đệm cho ban nhạc đánh quá máu'. Thí sinh Quốc Thiên trong vai một chú hề vui tính đã làm cho bài hát Điệp khúc mùa xuân thêm phần tươi vui và nhận được rất nhiều lời khen từ ban giám khảo. Thanh Duy cũng nhận được lời bình phẩm tốt, bên cạnh nhận xét thiếu linh hoạt chuyển động phong cách.
Kết quả dẫn đến Duyên Anh, Thanh Duy rơi vào nhóm không an toàn. Và Duyên Anh bị loại khi chỉ kém Thanh Duy 3% số phiếu ủng hộ.
- Tốp 3: Duyên Anh, Thanh Duy & Quốc Thiên
- Người bị loại: Duyên Anh
- Khách mời đặc biệt: ban nhạc Điểm hẹn
- Địa điểm đến thăm:

1. Đồng Nai: Tường thpt Thống Nhất B; xã Quang Trung, huyện Thống Nhất
2. Sóc Trăng: Nhà văn hoá tỉnh Sóc Trăng, nhà thờ Thanh Sơn
3. Trà Vinh: thpt Chuyên Trà Vinh, Nhà văn hoá thiếu nhi tỉnh

### Tuần 9: Những bài hát thử thách
Lên sóng: 07 tháng 1
Tiết mục mở màn chương trình của Quốc Thiên và Thanh Duy đã làm nóng cả khán phòng nhà hát Hoà bình, kéo theo sau đó là buổi biểu diễn rất làm vừa lòng khán giả và hội đồng giám khảo.
Mở đầu với bài hát trầm lắng, Quốc Thiên và Thanh Duy dồn nén cảm xúc để thể hiện thành công, tuy có nhiều áp lực và lỗi nhỏ ở phần đầu. Phần thứ hai về các bài hát thử thách, hai thí sinh tiếp tục thoả mãn những trong đợi của hội đồng giám khảo nhưng thiếu sót nhỏ là cả hai đều chọn giải pháp quá an toàn trong cách hát, và thiếu đi tính đột phá...
Với sáu tiết mục xuất sắc trong đêm 07 tháng 1, hội đồng giám khảo và người bình chọn đã rất khó khăn trong việc bầu chọn ra thần tượng riêng của chính mình.
- Chung cuộc: Thanh Duy & Quốc Thiên
- Khách mời đặc biệt: ban nhạc Điểm hẹn, các cựu thí sinh mùa này: Lan Trinh, Lê Tuấn, Thu Hà, Hoàng Anh & Phi Trường
- Địa điểm ghi hình và diễn tập: Nhạc viện Thành phố Hồ Chí Minh; Thảo Điền Village

### Hành trình trở thành ngôi sao
Lên sóng: 09 tháng 1
Đây là tập phim tóm tắt lại chặng đường trở thành ngôi sao của cả mười thí sinh chung kết Vietnam Idol, Mùa 2 bao gồm trong đó là những nỗ lực và kỉ niệm.

### Đêm đăng quang
Lên sóng: 14 tháng 1
Với tỉ lệ 61% trong tổng số lược bình chọn, cùng hai ý kiến từ hội đồng giám khảo nghiêng về Quốc Thiên, Trần Quốc Thiên đã trở thành thần tượng âm nhạc thứ hai của Việt Nam. Giành được toàn bộ giải thưởng và theo dự kiến sẽ đại diện Việt Nam tham dự Asian Idol, Mùa hai.
- Chung cuộc: Thanh Duy & Quốc Thiên
- Chiến thắng: Quốc Thiên
- Về nhì: Thanh Duy
- Khách mời đặc biệt:

1. ban nhạc Điểm hẹn, các thí sinh năm nay, cùng với các ca sĩ: Quang Dũng, ca sĩ Đàm Vĩnh Hưng, Hồ Ngọc Hà, Phương Vy, Thanh Thảo, Mỹ Tâm & Tuấn Hưng...
2. Đại diện các báo: Mực tím - Nguyễn Phong Việt, Thanh niên - Phan Thành Nhân, Tiếp thị & Gia đình - Minh Khoa, Tuổi trẻ - Đỗ Tuấn.
3. Đại diện các đài phát thanh tiếp sóng: đài HTV - Nguyễn Chí Tân, đài Hà Nội - Trần Gia Thái, đài Quảng Ninh - Trần Mạnh Hùng, đài Hải Phòng - Trịnh Lệnh, đài Đà Nẵng (DRT) - Phương Hồng, tổ hợp truyền thông Đất Việt (VAC) - Đinh Bá Hồng...
4. Khác: Võ Văn Thưởng, Minh Hiển, cùng đại diện các nhãn hàng tài trợ...

## Các thí sinh
(Thời gian và tuổi của các thí sinh được tính từ lúc tham gia ghi hình chương trình)

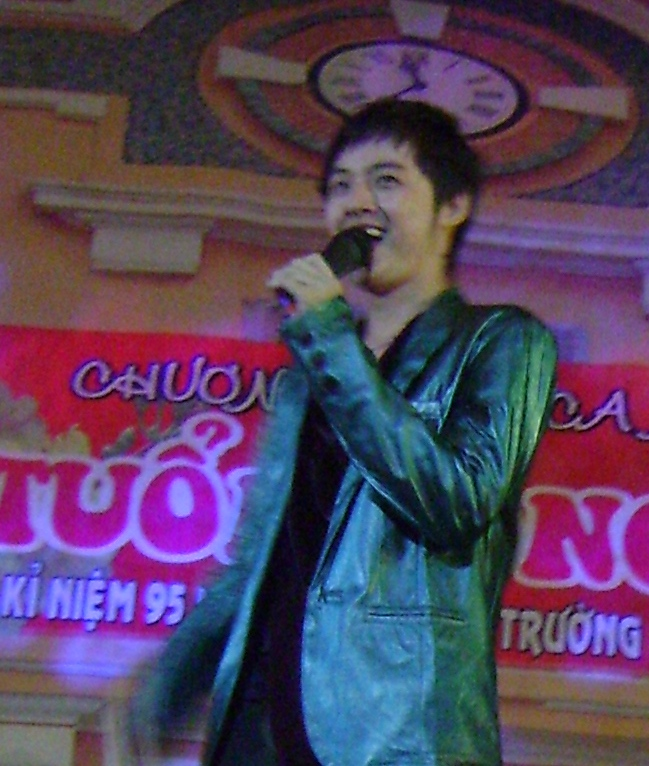
Thanh Duy

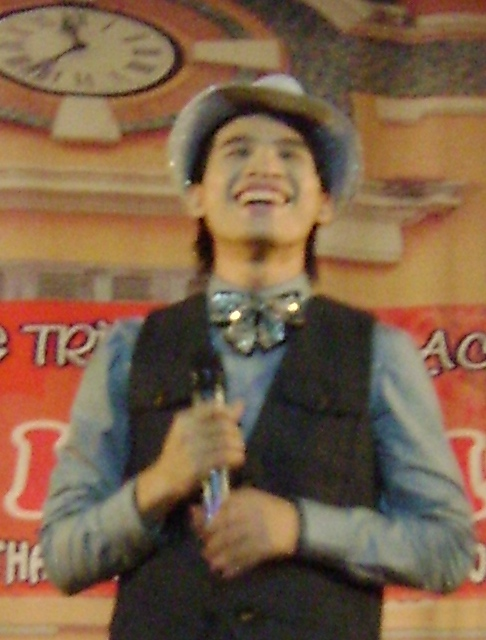
Người chiến thắng

### Quốc Thiên
Trần Quốc Thiên (20 tuổi), sinh ngày 9 tháng 4 năm 1988 tại Đồng Nai, đã từng đoạt giải nhì của cuộc thi Tiếng ca học đường 2007 do HTV tổ chức . Hiện tại Quốc Thiên là học viên năm hai của Nhạc viện Thành phố Hồ Chí Minh. Anh từng là học sinh trường THPT Thống Nhất B, Đồng Nai.

### Thanh Duy
Phạm Trần Thanh Duy (22 tuổi) sinh ngày 30 tháng 11 năm 1986 tại tỉnh Trà Vinh. Thanh Duy là một cựu học sinh trường THPT Chuyên Trà Vinh, tỉnh Trà Vinh, đã từng đăng ký tham gia ngay từ mùa thi đầu nhưng anh tự nguyên nghỉ vì phải giữ lời hứa với bạn

### Duyên Anh
Nguyễn Duyên Anh (20 tuổi) sinh ngày 18 tháng 8, 1988 tại tỉnh Sóc Trăng. Từ thuở nhỏ, Duyên Anh đã không được sống trong một gia đình đầy đủ các thành viên, cô lớn lên cùng em gái bên bà nội và người mẹ đỡ đầu.

### Cẩm Tú
Nguyễn Thị Cẩm Tú (22 tuổi), sinh ngày 19 tháng 9 1986 tại Hà Nội, là một gương mặt quen thuộc với khán giả truyền hình, cô đã từng tham gia chương trình Sao mai điểm hẹn 2006 nhưng sớm bị loại ở vòng 7 người.

### Thu Hà
Nguyễn Thị Thu Hà (24 tuổi) sinh ngày 26 tháng 7 1984 tại thành phố Hà Nội. Thu Hà, thí sinh thứ năm bị loại trong vòng chung kết, được đánh giá là thí sinh có nội lực đáng sợ. Ở vòng ngoài, tuy nhiều lần từng bị giám khảo dự đoán là thí sinh sớm bị loại, nhưng qua từng đêm diễn cô đã chứng tỏ được thực lực.

### Lan Trinh
Nguyễn Võ Lan Trinh (21 tuổi), sinh ngày 05 tháng 2 1987 tại Thành phố Hồ Chí Minh, là một cựu học sinh của THPT chuyên Lê Hồng Phong (Tp. Hồ Chí Minh), đang học tại Đại học Ngoại thương và là sinh viên trung cấp Nhạc viện khoa Thanh nhạc. Hiện tại đang đảm nhiệm vai trò phát thanh viên của Xone FM VOV3 với tên hiệu là Miko.

### Phi Trường
Đinh Ứng Phi Trường (24 tuổi), sinh ngày 27 tháng 7 1984 tại thành phố Hà Nội, là cựu thành viên nhóm nhạc Biển Xanh.

### Lê Tuấn
Giáp Lê Tuấn (23 tuổi) sinh ngày 29 tháng 7 1985 tại tỉnh Bắc Giang là một nhà thiết kế thời trang, đang sinh sống tại Thành phố Hồ Chí Minh. Anh chia tay Vietnam Idol 2008 với vị trí xếp hạng thứ tám. Việc Lê Tuấn chia tay với sân chơi Vietnam Idol đã góp phần giải tỏa những gánh nặng về chất lượng thí sinh trong mùa thi này, khôi phục lại niềm tin của khán giả sau khi những thí sinh tiềm năng được kì vọng giành giải nhất năm nay bị loại ngay từ những vòng đầu.

### Hoàng Anh
Trần Hoàng Anh (24 tuổi), sinh ngày 25 tháng 9 1984 tại Hà Nội, là thí sinh thứ hai phải chia tay với cuộc thi, bạn nhận được rất nhiều đánh giá của hội đồng giám khảo về cách thể hiện và xử lý bài hát rất nam tính.

### Minh Chuyên
Nguyễn Thị Minh Chuyên (23 tuổi), sinh ngày 09 tháng 1 1986 tại Phủ Lý, tỉnh Hà Nam, là một học viên của trường Cao đẳng Nghệ thuật Quân đội và là người đầu tiên phải chia tay với cuộc thi. Hội đồng giám khảo đánh giá rất cao về chất giọng của cô, nhưng vì không có nhiều phiếu bình chọn từ khán giả cô buộc phải chia tay với cuộc chơi.

## Thứ tự bị loại
| Nữ | Nam | Tốp 10 | Tốp 20 |

| An toàn | An toàn 1 | An toàn 2 | Bị loại |

| Vòng:     | Vòng:       | Bán kết | Bán kết | Bán kết | Bán kết | Chung kết | Chung kết | Chung kết | Chung kết | Chung kết | Chung kết | Chung kết | Chung kết | Chung kết   |         |         |         |
| Tuần thi: | Tuần thi:   | 10/10   | 17/10   | 24/10   | 31/10   | 14/11     | 21/11     | 28/11     | 05/12     | 12/12     | 19/12     | 26/12     | 02/01     | 14/01       |         |         |         |
| STT       | Thí sinh    | Kết quả | Kết quả | Kết quả | Kết quả | Kết quả   | Kết quả   | Kết quả   | Kết quả   | Kết quả   | Kết quả   | Kết quả   | Kết quả   | Kết quả     | Kết quả | Kết quả | Kết quả |
| 1         | Quốc Thiên  |         |         |         |         |           | At 1      | At 3      |           |           |           |           |           | Chiến thắng |         |         |         |
| 2         | Thanh Duy   |         |         |         |         |           |           | At 2      | At 2      |           | At 2      |           |           | Về nhì      |         |         |         |
| 3         | Duyên Anh   |         |         |         |         |           |           |           |           | At 1      |           |           | Loại      |             |         |         |         |
| 4         | Cẩm Tú      |         |         |         |         |           |           |           |           |           | At 1      | Loại      |           |             |         |         |         |
| 5         | Thu Hà      |         |         |         | At 1    | At 1      |           |           | At 1      | At 2      | Loại      |           |           |             |         |         |         |
| 6         | Lan Trinh   |         |         |         |         |           | At 2      |           |           | Loại      |           |           |           |             |         |         |         |
| 7         | Phi Trường  |         |         |         |         |           |           | At 1      | Loại      |           |           |           |           |             |         |         |         |
| 8         | Lê Tuấn     |         |         | At 1    |         |           |           | Loại      |           |           |           |           |           |             |         |         |         |
| 9         | Hoàng Anh   |         |         |         |         | At 2      | Loại      |           |           |           |           |           |           |             |         |         |         |
| 10        | Minh Chuyên |         |         |         |         | Loại      |           |           |           |           |           |           |           |             |         |         |         |
| 11-12     | Hà Ny       |         |         |         | Loại    |           |           |           |           |           |           |           |           |             |         |         |         |
| 11-12     | Ngọc Bích   |         | At 1    |         | Loại    |           |           |           |           |           |           |           |           |             |         |         |         |
| 13-14     | Trung Quân  |         |         | Loại    |         |           |           |           |           |           |           |           |           |             |         |         |         |
| 13-14     | Ngọc Luân   |         |         | Loại    |         |           |           |           |           |           |           |           |           |             |         |         |         |
| 15-17     | Hương Trà   |         | Loại    |         |         |           |           |           |           |           |           |           |           |             |         |         |         |
| 15-17     | Pha Lê      |         | Loại    |         |         |           |           |           |           |           |           |           |           |             |         |         |         |
| 15-17     | Thu Hà      |         | Loại    |         |         |           |           |           |           |           |           |           |           |             |         |         |         |
| 18-20     | Tuấn Nam    | Loại    |         |         |         |           |           |           |           |           |           |           |           |             |         |         |         |
| 18-20     | Tuấn Dũng   | Loại    |         |         |         |           |           |           |           |           |           |           |           |             |         |         |         |
| 18-20     | Mạnh Tuấn   | Loại    |         |         |         |           |           |           |           |           |           |           |           |             |         |         |         |

- Ngày 10&24/10 diễn ra vòng bán kết chỉ chọn 5 trong 10 thí sinh nam tham gia vào vòng chung kết.
- Ngày 17&31/10 diễn ra vòng bán kết chỉ chọn 5 trong 10 thí sinh nữ tham gia vào vòng chung kết.
- Vòng gala 3 ngày 28/11, bốn chàng trai còn lại gồm: Thanh Duy, Phi Trường, Lê Tuấn và Quốc Thiên đều rơi vào nhóm không an toàn. Phi Trường là thí sinh an toàn đầu tiên của tuần, trước Thanh Duy.

## Phát hành
Danh sách dưới đây chỉ bao gồm tên album hoặc đĩa đơn phát hành từ sau khi các thí sinh tham gia chương trình Vietnam Idol.

### Album
| Năm  | Nghệ sĩ    | Thông tin                                                                                                |
| ---- | ---------- | --- |
| 2009 | Thanh Duy  | Chàng trai dễ thương - Ra mắt: 24 tháng 4 - Ghi âm: 3 Con Mèo Entertainment - Phát hành: Phương Nam Film |
| 2009 | Pha Lê     | Hoa Thủy Tinh - Ra mắt: 16 tháng 6 - Ghi âm: Phương Nam Film                                             |
| 2009 | Phi Trường | Fashion Singer - Ra mắt: 04 tháng 8 - Ghi âm: Thế giới âm nhạc                                           |
| 2009 | Quốc Thiên | Hát cùng tôi - Ra mắt: 11 tháng 11 - Ghi âm: Music Faces Records - Ghi âm: Music Faces Entertainment     |

### Đĩa đơn
| Năm  | Nghệ sĩ   | Thông tin                                                                            |
| ---- | --------- | ------------------------------------------------------------------------------------ |
| 2009 | Lan Trinh | Ngày mới (internet) - Ra mắt: 24 tháng 3 - Ghi âm: Busy Graphic & Entertainment      |
| 2009 | Thanh Duy | Nhảy cùng Thanh Duy (Dance with Thanh Duy) - Ra mắt: 30 tháng 9 - Ghi âm: Ba Con Mèo |